# Bob Mintzer
Robert Alan “Bob” Mintzer (né le 27 janvier 1953) est un saxophoniste et compositeur de jazz installé à New York. Bob Mintzer joue essentiellement du saxophone ténor et de la clarinette basse, mais aussi de la flûte, de l'EWI (Electronic Wind Instrument), du saxophone alto et de la clarinette. Il est membre du groupe des Yellowjackets, mais il est plus connu pour son travail avec le Word Of Mouth Big Band de Jaco Pastorius, depuis le début des années 1980, puis du Bob Mintzer Big Band, avec qui il a gagné un Grammy Award. Il a réussi à découvrir de nouvelles couleurs musicales dans l'instrumentation (avec une utilisation importante des bois) et a élargi le concept du big band au funk et à la musique latine, sans jamais oublier l'héritage du jazz.

## Discographie

### Bob Mintzer avec lesYellowjackets
- Greenhouse, 1991
- Live Wires, 1992
- Like A River, 1993
- Runferyerlife, 1994
- Collection, 1995
- Dreamland, 1995
- Blue Hats, 1997
- Club Nocturne, 1998
- Priceless Jazz Collection, 1998
- The Best Of Yellowjackets, 1999
- Mint Jam, 2002
- Time Squared, 2003
- Peace Round, 2003
- Altered State, 2005
- Twenty-Five, 2006

### Bob Mintzer Big Band
- Incredible Journey, 1985
- Camouflage, 1986
- Spectrum, 1988
- Urban Contours, 1989
- Art Of The Big Band, 1991
- Departure, 1993
- Only In New York, 1994
- Techno Pop, 1994
- The First Decade, 1995
- Big Band Trane, 1996
- Live, 1996
- Latin From Manhattan, 1998
- Homage To Count Basie, 2000
- Gently, 2003
- Live at MCG with Special Guest Kurt Elling, 2004
- 2015 Get Up[1]
- 2018 Meeting of Minds[2] avec New York Voices
- 2021 Soundscapes[3],[4]

### en leader
- Bop Boy avec Steve Kuhn (piano), Eddie Gomez (bass), Steve Gadd (drums) (Explore, 2002)